# Richard Pacheco

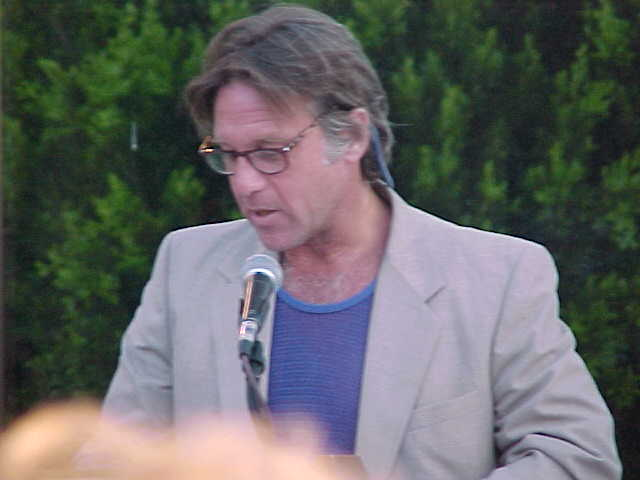
Richard Pacheco

Richard Pacheco (* 5. Mai 1948 in Chelsea, Massachusetts) ist ein ehemaliger US-amerikanischer Pornodarsteller und Filmregisseur.

## Leben
Richard Pacheco wuchs in einer jüdischen Familie auf und verbrachte seine Kindheit und Jugend in Pittsburgh, im US-Bundesstaat Pennsylvania. 1966 war er Klassensprecher an der Taylor Allderdice High School und gehörte dem Football-Team an. zwischenzeitlich spielte er mit dem Gedanken, Rabbiner zu werden, ließ diese Pläne aufgrund des notwendigen zweijährigen Aramäisch-Studiums jedoch wieder fallen. Ein Studium schloss er stattdessen am Antioch College in Ohio ab.
Für seinen ersten Pornofilm meldete er sich auf eine Kontaktanzeige und erhielt für eine Szene mit Oralsex 200 US-Dollar. Zuvor verdiente er als Bauarbeiter 5 US-Dollar pro Stunde. In der Folge trat er in über 100 Filmen auf, schlief mit über 150 Frauen und einem vibrierenden mechanischen Fisch aus Japan, war im Playgirl Mann des Jahres 1979 und erhielt für seine Filme einige Branchenauszeichnungen. Seinen letzten Einsatz als Darsteller hatte er im Jahr 1985. In seiner einzigen, gleich mit einem AVN Award ausgezeichneten Regiearbeit Careful, He May Be Watching spielte auch Seka mit, wie Pacheco Mitglied der Adult Video News Hall of Fame.
Er ist verheiratet mit einer Psychotherapeutin und Vater von drei Kindern. Seine Autobiographie erschien 2013.

## Auszeichnungen
- 1980: Adult Film Association of America „Bester Nebendarsteller“ (in Talk Dirty To Me)
- 1981: Adult Film Association of America „Bester Nebendarsteller“ (in Nothing To Hide)
- 1984: AVN Award „Bester Hauptdarsteller – Film“ (in Irresistable)
- 1984: AVN Award „Bester Nebendarsteller – Film“ (in Nothing To Hide)
- 1988: AVN Award „Beste Regie“ (für Careful, He May be Watching)
- 1989: AVN Award „Bester Nebendarsteller – Video“ (in Sensual Escape)
- 1999: Aufnahme in die Adult Video News Hall of Fame
- 2006: XRCO Award „Filmpioniere“

## Filmografie (Auswahl)
- 1978: Candy Stripers (als Marc Howard)
- 1980: Talk Dirty to Me
- 1981: Nothing To Hide
- 1981: Bad Girls
- 1985: Anal Annie Just Can’t Say No
- 1987: Careful, He May Be Watching (Regie, als Richard Pachinco)
- 1998: WADD – The Life & Times of John C. Holmes (Dokumentarfilm)
- 2012: After Porn Ends (Dokumentarfilm)

## Veröffentlichungen
- 2013: Hindsight: True Love & Mischief in the Golden Age of Porn (als Gordon Howie aka Richard Pacheco), Bearmanor Media, ISBN 978-1-59393-749-2